# Robin Söderling
Robin Bo Carl Söderling (* 14. August 1984 in Tibro) ist ein ehemaliger schwedischer Tennisspieler. Er gewann in seiner Karriere zehn Einzel- und einen Doppeltitel. 2009 und 2010 erreichte er bei den French Open jeweils das Finale. Im Turnier von 2009 war Söderling der erste Spieler, der Rafael Nadal bei den French Open schlagen konnte. Seine höchste Position in der Weltrangliste war im November 2010 Rang 4. Wegen anhaltender gesundheitlicher Probleme konnte er ab 2011 keine Turniere mehr spielen und erklärte letztlich 2015 seine Karriere für beendet.

## Karriere
2001 gewann Söderling den Orange Bowl, die inoffizielle Jugend-Weltmeisterschaft. Im selben Jahr wurde er Profispieler. 2003 erreichte er als Qualifikant die dritte Runde von Wimbledon, in der er Tim Henman mit 3:6, 1:6 und 4:6 unterlag.
In Lyon gewann Söderling 2004 sein erstes ATP-Turnier mit einem Finalsieg über Xavier Malisse. In Marseille erreichte er ein weiteres Finale. Am Ende des Jahres stand er unter den Top 40 der Weltrangliste.
Im Januar 2005 gewann er das Turnier in Mailand mit einem Finalsieg über Radek Štěpánek. Im selben Jahr musste er sich einer Knieoperation unterziehen. Im September erreichte er die dritte Runde der US Open.
2006 stand er beim Turnier in San José im Viertelfinale, das er gegen Andy Murray in drei Sätzen verlor. In der Woche darauf erreichte er beim Turnier von Memphis das Endspiel, in dem er Tommy Haas glatt mit 3:6 und 2:6 unterlag. Außerdem erreichte er jeweils das Achtelfinale der Masters-Turniere in Monte Carlo, Hamburg, Cincinnati und Madrid sowie die dritte Runde in Indian Wells. Hinzu kamen noch der Einzug ins Achtelfinale beim Sandplatzturnier von München, ins Viertelfinale beim Rasenturnier von Halle sowie ins Halbfinale von Nottingham. In der zweiten Jahreshälfte konnte Söderling durch Viertelfinalteilnahmen in Båstad und Lyon, den Vorstoß ins Halbfinale in New Haven und in Stockholm sowie der erwähnten Erfolge bei Masters-Turnieren erstmals unter die besten 30 der Welt vorrücken. Er beendete die Saison auf Platz 25.
Zu Jahresbeginn 2007 erreichte er in Doha, Marseille und Dubai jeweils das Halbfinale. Beim Masters in Monte Carlo kam er diesmal bis zum Viertelfinale. In Wimbledon erreichte er zum zweiten Mal nach 2003 die dritte Runde, wo er Rafael Nadal knapp in fünf Sätzen unterlag. Beim Kanada Masters im August verletzte er sich in der ersten Runde, so dass für ihn die Saison vorzeitig beendet war.
2008 stand Söderling im Finale von Rotterdam, Memphis und Stockholm und er gewann das Turnier von Lyon nach Siegen über u. a. Andy Roddick und Gilles Simon.
Die Saison 2009 begann er mit dem Viertelfinale in Brisbane und einem Halbfinale in Auckland. Bei den French Open schaffte er eine Sensation, als er im Achtelfinale den bei diesem Turnier noch ungeschlagenen vierfachen Sieger Rafael Nadal in vier Sätzen bezwang. Damit erreichte er erstmals in seiner Karriere das Viertelfinale eines Grand-Slam-Turniers. Dort besiegte er Nikolai Dawydenko glatt in drei Sätzen und zog ins Halbfinale ein, wo er Fernando González in fünf Sätzen besiegte. Im Finale unterlag Söderling dann Roger Federer in drei Sätzen. Auch das nächste Aufeinandertreffen mit Federer verlor er; bei den All England Championships im Wimbledon wenige Wochen später, musste Söderling nach seiner Achtelfinalniederlage gegen den Schweizer die Heimreise antreten.
Im Juli des Jahres gewann er bei den Swedish Open in Båstad seinen vierten Titel auf der ATP Tour. Außerdem zog er mit seinem Partner Robert Lindstedt auch ins Doppelfinale ein. Im Jahr zuvor hatte er bei diesem Turnier bereits im Doppel an der Seite seines Landsmanns Jonas Björkman triumphiert.
2010 scheiterte Söderling bei den Australian Open unerwartet in Runde eins. Beim ATP-Turnier in Rotterdam erreichte er dann souverän das Finale und besiegte dort Michail Juschny – Juschny musste im zweiten Satz wegen körperlicher Probleme aufgeben. Bei den French Open erreichte er mit Siegen u. a. über Titelverteidiger Federer und Tomáš Berdych erneut das Finale, das er jedoch mit 4:6, 2:6, 4:6 gegen Rafael Nadal verlor. Trotz der Niederlage kletterte Söderling zum ersten Mal in seiner Karriere auf Platz 6 der Weltrangliste.
Im Juli 2010 erreichte er beim Turnier in seiner Heimat wie im Vorjahr das Finale, diesmal unterlag er jedoch Nicolás Almagro mit 5:7, 6:3 und 2:6.
Im November feierte er dann seinen bislang größten Erfolg, als er im Finale des Paris Masters Gaël Monfils in zwei Sätzen besiegte. Es war sein erster Titel bei einem Masters-Turnier, zudem erreichte er mit Rang 4 der Weltrangliste eine neue persönliche Bestmarke.
Die Saison 2011 begann für Söderling mit einem Turniersieg in Brisbane. Im Finale konnte er den Titelverteidiger Andy Roddick bezwingen. Bei den Australian Open schied er im Achtelfinale gegen Oleksandr Dolhopolow aus. Im Februar gewann er in Rotterdam und Marseille durch Finalsiege über Jo-Wilfried Tsonga sowie Marin Čilić zwei weitere Titel.
Bei den French Open schied er im Viertelfinale gegen den Weltranglistenersten Nadal in drei Sätzen aus. In Wimbledon scheiterte er bereits in der dritten Runde. Kurz darauf sicherte er sich in Båstad seinen zehnten Titel mit einem Endspielsieg über David Ferrer, sein zweiter Turniersieg in seinem Heimatland.
Nach dem Turnier von Båstad wurde bei Söderling das Pfeiffer-Drüsenfieber festgestellt, so dass er das restliche Jahr 2011 erst einmal pausieren musste. Obwohl die Symptome zwischenzeitlich abgeklungen waren, konnte er aufgrund permanenter Erschöpfung, deren medizinische Ursache rätselhaft war, auch im Jahr 2012 kein Turnier bestreiten. Seit Juli 2012 wurde er nicht mehr in der Weltrangliste geführt, eine mögliche Rückkehr blieb unklar.
Im Mai 2015 äußerte Söderling in einem Interview mit der BBC die Hoffnung, im Jahr 2016 wieder „mit 100% trainieren“ und auf die ATP World Tour zurückkehren zu können. Am 23. Dezember 2015 verkündete Söderling jedoch in einem offenen Brief, dass er seine Karriere beende, da er sich nicht mehr ausreichend von seiner Erkrankung erholt hat, um wieder als Profispieler aktiv zu sein.

## Erfolge
| Legende (Anzahl der Siege)                           |
| Grand Slam                                           |
| Tennis Masters Cup ATP World Tour Finals             |
| ATP Masters Series ATP World Tour Masters 1000 (1)   |
| ATP International Series Gold ATP World Tour 500 (2) |
| ATP International Series ATP World Tour 250 (8)      |
| ATP Challenger Tour (5)                              |

| ATP-Titel nach Belag |
| Hartplatz (5)        |
| Sand (3)             |
| Rasen (0)            |
| Teppich (3)          |

### Einzel

#### Turniersiege

##### ATP World Tour
| Nr. | Datum             | Turnier       | Belag         | Finalgegner        | Ergebnis         |
| --- | ----------------- | ------------- | ------------- | ------------------ | ---------------- |
| 1.  | 4. Oktober 2004   | Lyon (1)      | Teppich (i)   | Xavier Malisse     | 6:2, 3:6, 6:4    |
| 2.  | 31. Januar 2005   | Mailand       | Teppich (i)   | Radek Štěpánek     | 6:3, 6:72, 7:65  |
| 3.  | 26. Oktober 2008  | Lyon (2)      | Teppich (i)   | Julien Benneteau   | 6:3, 6:75, 6:1   |
| 4.  | 18. Juli 2009     | Båstad (1)    | Sand          | Juan Mónaco        | 6:3, 7:64        |
| 5.  | 14. Februar 2010  | Rotterdam (1) | Hartplatz (i) | Michail Juschny    | 6:4, 2:0 Aufgabe |
| 6.  | 14. November 2010 | Paris         | Hartplatz (i) | Gaël Monfils       | 6:1, 7:61        |
| 7.  | 9. Januar 2011    | Brisbane      | Hartplatz     | Andy Roddick       | 6:3, 7:5         |
| 8.  | 13. Februar 2011  | Rotterdam (2) | Hartplatz (i) | Jo-Wilfried Tsonga | 6:3, 3:6, 6:3    |
| 9.  | 20. Februar 2011  | Marseille     | Hartplatz (i) | Marin Čilić        | 6:78, 6:3, 6:3   |
| 10. | 17. Juli 2011     | Båstad (2)    | Sand          | David Ferrer       | 6:2, 6:2         |

##### ATP Challenger Tour
| Nr. | Datum             | Turnier   | Belag         | Finalgegner       | Ergebnis |
| --- | ----------------- | --------- | ------------- | ----------------- | -------- |
| 1.  | 27. Juli 2003     | Tampere   | Sand          | Igor Andrejew     | 6:4, 6:1 |
| 2.  | 7. September 2003 | Istanbul  | Hartplatz     | Michel Kratochvil | 7:6, 6:2 |
| 3.  | 29. Januar 2006   | Heilbronn | Hartplatz (i) | Tomáš Zíb         | 6:1, 6:4 |
| 4.  | 22. März 2009     | Sunrise   | Hartplatz     | Tomáš Berdych     | 6:1, 6:1 |

#### Finalteilnahmen
| Nr. | Datum            | Turnier         | Belag         | Finalgegner       | Ergebnis        |
| --- | ---------------- | --------------- | ------------- | ----------------- | --------------- |
| 1.  | 20. Oktober 2003 | Stockholm (1)   | Hartplatz (i) | Mardy Fish        | 5:7, 6:3, 6:74  |
| 2.  | 23. Februar 2004 | Marseille       | Hartplatz (i) | Dominik Hrbatý    | 6:4, 4:6, 4:6   |
| 3.  | 20. Februar 2006 | Memphis (1)     | Hartplatz (i) | Tommy Haas        | 3:6, 2:6        |
| 4.  | 18. Februar 2008 | Rotterdam       | Hartplatz (i) | Michaël Llodra    | 7:63, 3:6, 6:74 |
| 5.  | 25. Februar 2008 | Memphis (2)     | Hartplatz (i) | Steve Darcis      | 3:6, 6:75       |
| 6.  | 6. Oktober 2008  | Stockholm (2)   | Hartplatz (i) | David Nalbandian  | 2:6, 7:5, 3:6   |
| 7.  | 7. Juni 2009     | French Open (1) | Sand          | Roger Federer     | 1:6, 6:71, 4:6  |
| 8.  | 25. April 2010   | Barcelona       | Sand          | Fernando Verdasco | 3:6, 6:4, 3:6   |
| 9.  | 6. Juni 2010     | French Open (2) | Sand          | Rafael Nadal      | 4:6, 2:6, 4:6   |
| 10. | 18. Juli 2010    | Båstad          | Sand          | Nicolás Almagro   | 5:7, 6:3, 2:6   |

### Doppel

#### Turniersiege

##### ATP World Tour
| Nr. | Datum        | Turnier | Belag | Partner        | Finalgegner                       | Ergebnis |
| --- | ------------ | ------- | ----- | -------------- | --------------------------------- | -------- |
| 1.  | 7. Juli 2008 | Båstad  | Sand  | Jonas Björkman | Johan Brunström Jean-Julien Rojer | 6:2, 6:2 |

##### ATP Challenger Tour
| Nr. | Datum             | Turnier  | Belag         | Partner          | Finalgegner                     | Ergebnis       |
| --- | ----------------- | -------- | ------------- | ---------------- | ------------------------------- | -------------- |
| 1.  | 15. November 2003 | Helsinki | Hartplatz (i) | Robert Lindstedt | Roko Karanušić Janko Tipsarević | 6:3, 6:72, 6:1 |

#### Finalteilnahme
| Nr. | Datum         | Turnier | Belag | Partner          | Finalgegner                     | Ergebnis         |
| --- | ------------- | ------- | ----- | ---------------- | ------------------------------- | ---------------- |
| 1.  | 19. Juli 2009 | Båstad  | Sand  | Robert Lindstedt | Jaroslav Levinský Filip Polášek | 6:1, 3:6, [7:10] |

## Statistik (Einzel)
| Turnier1                     | 2011              | 2010              | 2009              | 2008              | 2007              | 2006              | 2005              | 2004              | 2003              | 2002              | 2001              | 2000              | Gesamt  |
| ---------------------------- | ----------------- | ----------------- | ----------------- | ----------------- | ----------------- | ----------------- | ----------------- | ----------------- | ----------------- | ----------------- | ----------------- | ----------------- | ------- |
| Australian Open              | AF                | 1R                | 2R                | –                 | 1R                | –                 | 1R                | 2R                | 2Q                | –                 | –                 | –                 | 0       |
| French Open                  | VF                | F                 | F                 | 3R                | 1R                | 1R                | 2R                | 1R                | 1Q                | –                 | –                 | –                 | 0       |
| Wimbledon                    | 3R                | VF                | AF                | 2R                | 3R                | 1R                | 1R                | 1R                | 3R                | –                 | –                 | –                 | 0       |
| US Open                      | –                 | VF                | VF                | 1R                | –                 | 2R                | 3R                | 2R                | 1R                | 2R                | –                 | –                 | 0       |
| ATP World Tour Finals2       | –                 | RR                | HF                | –                 | –                 | –                 | –                 | –                 | –                 | –                 | –                 | –                 | 0       |
| Indian Wells Masters3        | 3R                | HF                | 2R                | 2R                | 3R                | 3R                | –                 | 2R                | –                 | –                 | –                 | –                 | 0       |
| Miami Masters3               | 3R                | HF                | 2R                | 3R                | –                 | –                 | –                 | 2R                | –                 | –                 | –                 | –                 | 0       |
| Monte Carlo Masters          | –                 | –                 | 1R                | 2R                | VF                | AF                | 1R                | 1R                | –                 | –                 | –                 | –                 | 0       |
| Rom Masters                  | VF                | AF                | AF                | 1R                | 2R                | –                 | 1R                | 1R                | –                 | –                 | –                 | –                 | 0       |
| Madrid Masters4              | VF                | 2R                | 2R                | 2R                | –                 | AF                | –                 | 2R                | –                 | –                 | –                 | –                 | 0       |
| Hamburg Masters5             | nicht ausgetragen | nicht ausgetragen | nicht ausgetragen | AF                | 2R                | AF                | 2R                | 1R                | –                 | –                 | –                 | –                 | 0       |
| Kanada Masters               | –                 | AF                | –                 | AF                | 1R                | 1R                | 2R                | 2R                | –                 | –                 | –                 | –                 | 0       |
| Cincinnati Masters           | –                 | AF                | 1R                | AF                | –                 | AF                | 2R                | AF                | –                 | –                 | –                 | –                 | 0       |
| Shanghai Masters             | –                 | VF                | VF                | nicht ausgetragen | nicht ausgetragen | nicht ausgetragen | nicht ausgetragen | nicht ausgetragen | nicht ausgetragen | nicht ausgetragen | nicht ausgetragen | nicht ausgetragen | 0       |
| Paris Masters                | –                 | S                 | VF                | 2R                | –                 | 2R                | –                 | VF                | –                 | –                 | –                 | –                 | 1       |
| Olympische Spiele            | nicht ausgetragen | nicht ausgetragen | nicht ausgetragen | 1R                | nicht ausgetragen | nicht ausgetragen | nicht ausgetragen | 1R                | nicht ausgetragen | nicht ausgetragen | nicht ausgetragen | –                 | 0       |
| Turnierteilnahmen6           | 14                | 19                | 23                | 21                | 15                | 22                | 19                | 28                | 6                 | 5                 | 1                 | 0                 | 173     |
| Erreichte Finals             | 4                 | 5                 | 2                 | 4                 | 0                 | 1                 | 1                 | 2                 | 1                 | 0                 | 0                 | 0                 | 20      |
| Gewonnene Einzel-Titel       | 4                 | 2                 | 1                 | 1                 | 0                 | 0                 | 1                 | 1                 | 0                 | 0                 | 0                 | 0                 | 10      |
| Hartplatz-Siege/-Niederlagen | 20:3              | 38:13             | 28:14             | 25:13             | 12:6              | 19:11             | 7:10              | 17:16             | 7:4               | 1:2               | 1:1               | 0:0               | 176:95  |
| Sand-Siege/-Niederlagen      | 16:5              | 14:6              | 15:6              | 12:6              | 10:7              | 9:6               | 3:5               | 3:7               | 1:1               | 0:3               | 0:0               | 0:0               | 82:52   |
| Rasen-Siege/-Niederlagen     | 2:1               | 4:1               | 3:1               | 3:2               | 3:2               | 5:3               | 1:3               | 3:3               | 2:1               | 0:0               | 0:0               | 0:0               | 26:17   |
| Teppich-Siege/-Niederlagen7  | 0:0               | 0:0               | 0:0               | 5:0               | 2:1               | 2:3               | 5:0               | 8:2               | 0:0               | 0:0               | 0:0               | 0:0               | 22:6    |
| Gesamt-Siege/-Niederlagen8   | 38:9              | 56:20             | 46:21             | 45:21             | 27:16             | 35:23             | 16:18             | 31:28             | 10:6              | 1:5               | 1:1               | 0:0               | 310:170 |
| Weltranglistenpunkte9        | 2120              | 5580              | 3410              | 1325              | 715               | 1028              | 505               | 950               | 598               | 223               | 56                | 0                 | N/A     |
| Jahresendposition            | 13                | 5                 | 8                 | 17                | 41                | 25                | 77                | 34                | 60                | 163               | 444               | –                 | N/A     |

Zeichenerklärung: S = Turniersieg; F, HF, VF, AF = Erreichen des Finals / Halbfinals / Viertelfinals / Achtelfinals; 1R, 2R, 3R = Ausscheiden in der 1. / 2. / 3. Hauptrunde; 1Q, 2Q, 3Q = Ausscheiden in der 1. / 2. / 3. Qualifikationsrunde
1 Turnierresultat in Klammern bedeutet, dass der Spieler das Turnier noch nicht beendet hat, und zeigt seinen aktuellen Turnierstatus an. Nach dem Turnierende für den Spieler wird die Einklammerung entfernt.

2 vor 2009 Tennis Masters Cup.

3 Das Turnier in Miami sowie seit 2004 das Turnier in Indian Wells haben eine Teilnehmerfeldgröße von 96 Spielern, alle anderen Masters-Turniere eines von 56 oder 64 Spielern und haben daher eine Runde weniger.

4 Das Masters-Turnier von Madrid wurde vor 2002 in Stuttgart, Essen und Stockholm ausgetragen. Im Jahr 2009 erfolgte ein Spielbelagswechsel von Hartplatz zu Sand.

5 Das Turnier von Hamburg ist seit 2009 nicht mehr Teil der Masters-Serie.

6 Im Gegensatz zum ATP Ranking werden hier (sowie bei der Anzahl Finalteilnahmen und der gewonnenen Titel) nur Turniere der ATP World Tour sowie die vier Grand-Slam-Turniere und die ATP World Tour Finals gezählt, d. h. keine Challenger- oder Future-Turniere oder Mannschaftswettbewerbe (Davis Cup oder World Team Cup). Letztere zählen jedoch in die Sieg/Niederlagen-Statistiken.

7 Seit der Saison 2009 werden keine ATP-Turniere mehr auf Teppich ausgetragen.

8 Stand: 11. November 2011 (nach Paris Masters 2011)

9 Das Punktesystem der Weltrangliste wurde zur Saison 2009 umgestellt. Die Werte ab 2009 sind mit vorherigen Saisons etwa im Verhältnis 2:1 vergleichbar.

## Privates
Robin Söderling ist mit Jenni Moström verheiratet, die beiden bekamen am 12. Oktober 2012 ihr erstes Kind, eine Tochter. Wenig später wurden die beiden erneut Eltern.

## Firma RS-Tennis
Söderling gründete eine eigene Firma für seinen eigenentwickelten Tennisball unter dem Namen RS-Tennis. Inzwischen sind auch Griffbänder und Tennissaiten unter dem Label erhältlich.